# Uffheim
Uffheim är en kommun i departementet Haut-Rhin i regionen Grand Est (tidigare regionen Alsace) i nordöstra Frankrike. Kommunen ligger i kantonen Sierentz som tillhör arrondissementet Mulhouse. År 2022 hade Uffheim 1 091 invånare.

## Befolkningsutveckling
Antalet invånare i kommunen Uffheim
| Referens: INSEE |